# Linia kolejowa Żecza – Starodub
Linia kolejowa Żecza – Starodub – linia kolejowa w Rosji łącząca stację Żecza ze ślepą stacją Starodub. Zarządzana jest przez Kolej Moskiewską (część Kolei Rosyjskich).
Linia położona jest w rejonie starodubowskim, w obwodzie briańskim. Na całej długości jest niezelektryfikowana i jednotorowa.